# Miłosz Sabiecki
Miłosz Sabiecki (19 de mayo de 2000) es un deportista polaco que compite en karate, en la modalidad de kumite. Ganó una medalla de bronce los Juegos Europeos de Cracovia 2023, en la categoría de –67 kg.

## Palmarés internacional
| Juegos Europeos | Juegos Europeos         | Juegos Europeos   | Juegos Europeos |
| Año             | Lugar                   | Medalla           | Prueba          |
| --------------- | ----------------------- | ----------------- | --------------- |
| 2023            | Bielsko-Biała (Polonia) | Medalla de bronce | –67 kg          |